# Sadki (obwód kurski)
Sadki (ros. Садки) – wieś (ros. деревня, trb. dieriewnia) w zachodniej Rosji, w sielsowiecie prigorodnieńskim rejonu rylskiego w obwodzie kurskim.

## Geografia
Miejscowość położona jest 5,5 km od centrum administracyjnego sielsowietu prigorodnieńskiego (Prigorodniaja Słobodka), 6,5 km od centrum administracyjnego rejonu (Rylsk), 106 km od Kurska.

## Demografia
W 2010 r. miejscowość nie posiadała mieszkańców.